# Lingue ngarga
Le lingue ngarga sono un ramo del sottogruppo linguistico delle lingue pama-nyunga del Sud-Ovest, parlate nell'Australia centrale.

## Distribuzione geografica
Al censimento del 2006 sono stati rilevati 2507 locutori di warlpiri e 48 di warlmanpa.

## Classificazione
Secondo l'edizione 2009 di Ethnologue, la classificazione è la seguente:
- Lingue australiane aborigene
  - Lingue pama-nyunga
    - Lingue pama-nyunga del Sud-Ovest
      - Lingue ngarga
        - Lingua warlmanpa  [wrl]
        - Lingua warlpiri  [wbp]